# Excoriose
L'excoriose est une maladie cryptogamique de la vigne provoquée par le champignon Phomopsis viticola. Elle se manifeste par des lésions nécrotiques sur les sarments de la vigne quelques semaines après le débourrement. Elle est connue et identifiée en France sous le nom d'« anthracnose ponctuée » par Fabre et Dunal depuis 1853, puis aux États-Unis.

## Cycle du champignon
Le mycélium du champignon est conservé dans le bourgeon qu'il fait avorter. Au printemps, des pycnospores produites dans des pycnides sont libérées et disséminées par la pluie. Elles germent dans les gouttes de pluie et pénètrent dans la vigne à la faveur de blessures souvent à l'ouverture des bourgeons. Elles initient le développement du mycélium dans le rameau. Il se développe et, en surface, apparaissent des lésions en taches comme une peau de panthère, puis étendues en crevasses brunes ou noires avec des stries ayant l'aspect de tablettes de chocolat. Il donne des pycnides (points noirs en relief à la surface du sarment à l'automne, destinés à provoquer l'infection de l'année suivante).

## Conséquences sur la culture de la vigne
- Les rameaux sont très fragilisés vis-à-vis du vent. À la taille l'année suivante, le choix des bourgeons est délicat: ceux qui sont touchés ne débourrent pas. En taille Guyot, il y a risque de rupture de la baguette lors de l'attachage.
- Sur feuille, la nécrose déforme et perfore la feuille. Suivant l'étendue de l'attaque, elle peut nuire au développement harmonieux du feuillage et à la photosynthèse.
- La maladie gagne en virulence année après année.

## Conditions favorables pour son développement
- L'excoriose est favorisé par les printemps pluvieux, l'environnement du cep humide. Le stade phénologique D (Baggiolini) est la période ou la vigne est la plus sensible à la contamination. La différence de sensibilité des cépages est également importante, les cépages vigoureux semblent plus sensibles : Cabernet Sauvignon, Grenache, Muscadelle ...

## Moyens de lutte

### Prophylaxie
- Utiliser des greffons exempts de la maladie.
- Brûler les bois de taille atteints.
- Choisir des bois de taille sains.
- Agir avant que la maladie ne s'installe trop.

### Lutte chimique
L'arsénite de sodium utilisé contre l'esca, avait une action secondaire contre l'excoriose. L'interdiction de cette molécule en Europe a diminué la lutte contre l'excoriose et entraîné sa recrudescence. Il existe cependant d'autres moyens de lutte :
- soufre, dont l'action se double d'une lutte contre l'oïdium ;
- fongicides à action multiple : mildiou, excoriose, black rot, etc. (mancozèbe[6], folpel[7], ...).

Ce n'est pas une maladie très grave si elle est prise en compte à temps. Après deux ou trois ans de traitement, la prophylaxie peut suffire, avec un rappel de temps en temps pour éliminer les foyers avant extension.